# Solenobia styriaca
Solenobia styriaca är en fjärilsart som beskrevs av Meier 1957. Solenobia styriaca ingår i släktet Solenobia och familjen säckspinnare. Inga underarter finns listade i Catalogue of Life.